# Грибчиха
Грибчиха — деревня в Орехово-Зуевском муниципальном районе Московской области. Входит в состав сельского поселения Белавинское. Население — 33 чел. (2010).

## География
Расположена в восточной части Орехово-Зуевского района, примерно в 22 км к юго-востоку от города Орехово-Зуево. В 2 км к западу от деревни берёт начало река Нерская. Высота над уровнем моря 150 м.

## История
До отмены крепостного права жители деревни относились к разряду государственных крестьян. После 1861 года деревня вошла в состав Петровской волости Егорьевского уезда. Приход находился в селе Пашнево.
В 1926 году деревня входила в Грибчевский сельсовет Красновской волости Егорьевского уезда.
В 1994—2006 годы Грибчиха входила в состав Белавинского сельского округа Орехово-Зуевского района.

## Население
В 1885 году в деревне проживало 490 человек, в 1905 году — 562 человека (265 мужчин, 297 женщин), в 1926 году — 431 человек (173 мужчины, 258 женщин). По переписи 2002 года — 26 человек (10 мужчин, 16 женщин).
| 1859 | 1868 | 1885 | 1905 | 1926 | 2002 | 2006 |
| ---- | ---- | ---- | ---- | ---- | ---- | ---- |
| 361  | ↗383 | ↗490 | ↗562 | ↘431 | ↘26  | ↘24  |
| 2010 |      |      |      |      |      |      |
| ↗33  |      |      |      |      |      |      |

## Инфраструктура
Личное подсобное хозяйство с зоной сельскохозяйственного использования, индивидуальная застройка усадебного типа.

## Транспорт
Деревня доступна автотранспортом